# 海通码头
海通码头又稱上海海通国际汽车码头、外高桥海通汽车码头、上海外高桥海通汽车码头、上海外高桥港区海通国际汽车码头、上海海通码头、上海外高桥港区海通码头，是位于中華人民共和國上海市浦东新区外高桥的一個汽车出口码头，也是一個滚装船碼頭，由上海海通国际汽车码头有限公司負責運營。海通码头有三个泊位。海通码头於2006年3月16日正式啟用。